# Valojoulx
Valojoulx település Franciaországban, Dordogne megyében. Lakosainak száma 286 fő (2022. január 1.). Valojoulx Montignac-Lascaux, Tamniès, La Chapelle-Aubareil, Sergeac és Thonac községekkel határos.

## Népesség
A település népessége az elmúlt években az alábbi módon változott:
| Lakosok száma | 185  | 183  | 197  | 236  | 274  | 274  | 271  | 277  | 281  | 286  |
|               | 1968 | 1982 | 1990 | 2006 | 2013 | 2015 | 2017 | 2019 | 2020 | 2022 |